# Коворов, Иван Михайлович
Иван Михайлович Коворов — советский хозяйственный, государственный и политический деятель.

## Биография
Родился в 1897 году в деревне Красная Гора Новгородского уезда (в советское время - Мстинский район). Член КПСС с 1927 года.
Участник Первой мировой войны, пленён, освобождён, участник Гражданской войны. С 1924 года — на хозяйственной, общественной и политической работе. В 1924—1946 гг. — в Рабоче-Крестьянской Красной Армии, на профсоюзной работе в Ленинградской области, заведующий отделом Старорусского, Лужского райкомов ВКП(б), 2-й секретарь Лужского районного комитета ВКП(б), 1-й секретарь Лужского райкома ВКП(б), председатель Исполнительного комитета Псковского окружного Совета, участник Великой Отечественной войны, военком 213-го стрелкового полка 56-й стрелковой дивизии, заместитель командира 267-го запасного стрелкового полка 36-й запасной стрелковой дивизии по политчасти.
Делегат XVIII съезда ВКП(б).
Умер после 1947 года.